# Mayra Álvarez Lemus
Mayra Angélica Álvarez Lemus (México, Siglo XX) es una química y nanocientífica mexicana. Se desempeña como profesora e investigadora en la Universidad Juárez Autónoma de Tabasco.

## Biografía
Fue estudiante de pregrado en la UAM Azcapotzalco, donde obtuvo la licenciatura en ingeniería química. Obtuvo un doctorado en química en 2008 en la UAM Iztapalapa.
Forma parte del sistema nacional de investigadores de México desde 2009. Inicialmente trabajó en nanomedicina, en el equipo de Tessy María López Goerne del Instituto Nacional de Neurología y Neurocirugía en Tlalpan. Es profesora e investigadora en la Universidad Juárez Autónoma de Tabasco desde 2013, y ha participado allí en investigaciones sobre el uso de nanopartículas de la arena de sílice en la extracción de petróleo.

## Reconocimientos
Álvarez es miembro de la Academia Mexicana de Ciencias y de la Academia de Catálisis.